# Solimán bajá el Francés

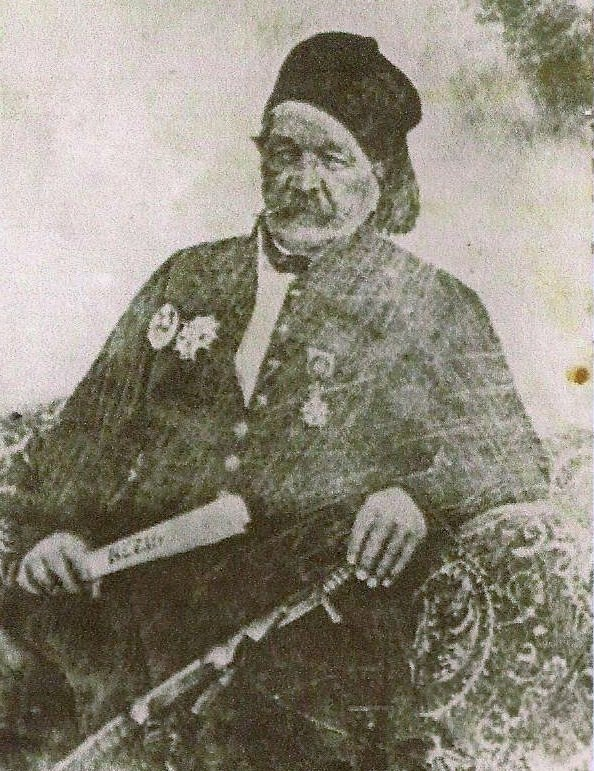
Joseph Anthelme Sève, conocido como Solimán bajá.

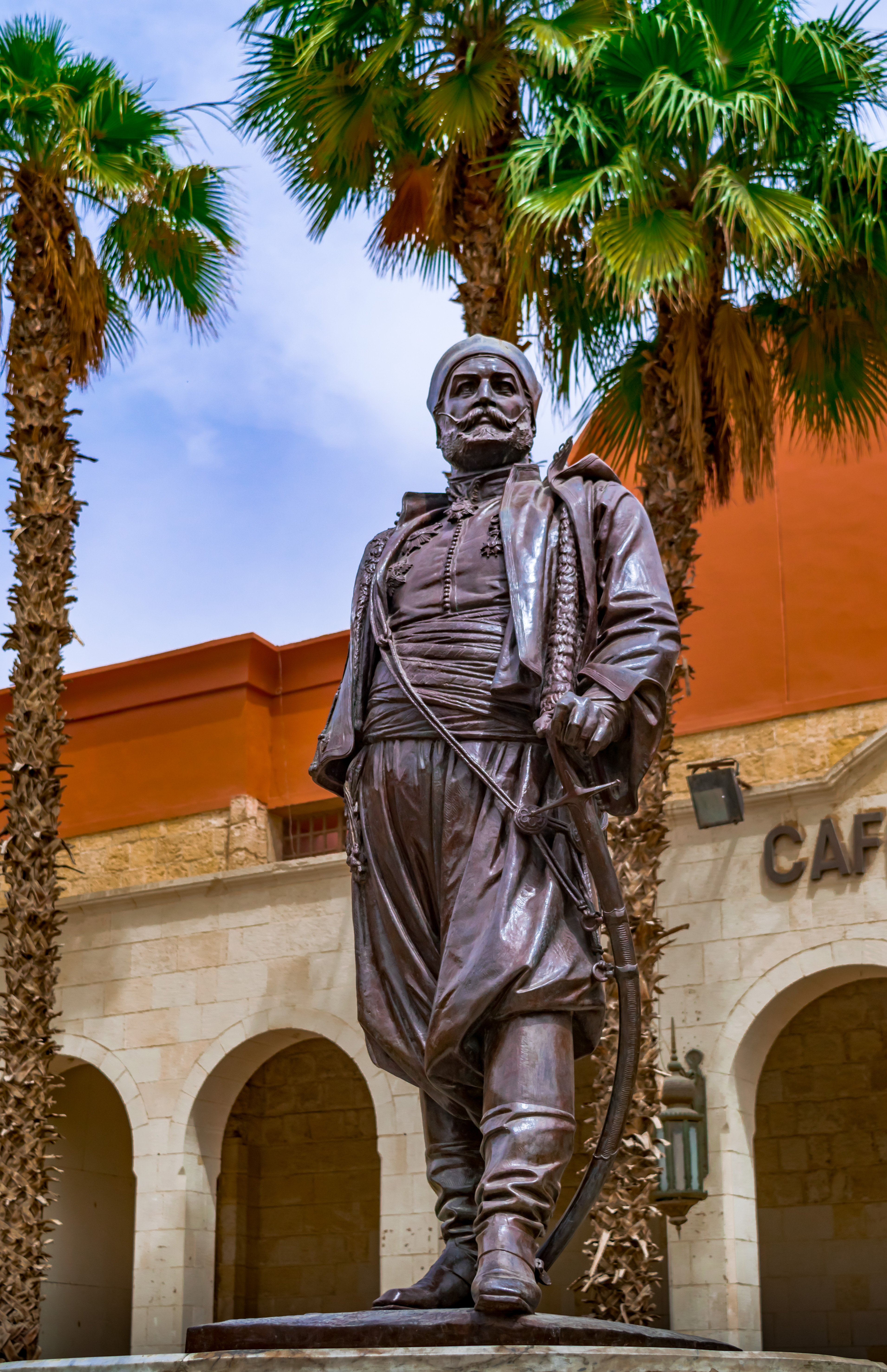
Estatua de Solimán bajá en el Museo Militar de Egipto, El Cairo.

Solimán bajá el Francés (en turco: Firenk Süleyman Paşa), nacido como Joseph Anthelme Sêve (Fontaines-Saint-Martin, Reino de Francia en 1788 -  El Cairo, Egipto en 1860),  fue un militar francés al servicio del Imperio otomano, establecido en Egipto como asesor militar.
Nació en Fontaines-Saint-Martin, cerca de la ciudad de Lyon (Francia) en 1788.
Fue oficial de la Grande Armée de Napoleón y participó en la Campaña de Rusia, alcanzando grado de oficial. Tras el fin de las Guerras napoleónicas en 1814, Joseph Sêve fue desmovilizado del ejército francés por el régimen de Luis XVIII de Francia y al quedar sin empleo ofreció sus servicios al Imperio Otomano. Incorporado al ejército turco como asesor militar el año 1815, participó en campañas en Egipto contra las tribus yemenitas hasta 1818. Luego participó en la guerra de independencia de Grecia (1821-1824) al lado de las tropas otomanas. 
Sêve se convirtió prontamente al Islam y adoptó las costumbres turcas tomando el nombre de Solimán. Tras la campaña en Grecia en 1825, fue reclutado por el ejército egipcio de Mehmet Alí para reformarlo bajo patrones europeos, y en este empleo llegó a generalísimo del ejército egipcio en 1833, tras emprender un importante trabajo de modernización de las tropas egipcias. 
De visita en Francia en 1845 fue condecorado con la Legión de honor. Falleció en El Cairo el 12 de marzo de 1860. No debe ser confundido con Solimán bajá, un oficial turco de la guerras ruso-turcas que vivió en el mismo siglo.
Fue bisabuelo de Nazli Sabri, reina consorte de Egipto, y tatarabuelo del rey Faruq de Egipto; se le reclama alguna descendencia en América.